# Дуда Ігор Микитович
Ігор Микитович Ду́да (псевдонім: І. Ганчова; нар. 10 березня 1940, с. Ганчова Горлицького повіту Краківського воєводства, Польща) — український мистецтвознавець, краєзнавець, педагог, редактор, реставратор, діяч культури.

## Регалії
Член НСЖУ (1984), НСХУ і НСКУ (1992), Міжнародної асоціації мистецтвознавців (1996), НТШ у Львові (1998). Заслужений працівник культури України (1999). Член редколегії Тернопільського енциклопедичного словника. 

### Відзнаки
- Почесна відзнака Тернопільської міської ради ІІІ ступеня (1999);
- Лавреат конкурсу «Людина року-2004» (Тернопільщина, 2005);
- Почесна відзнака Міністерства культури і мистецтв України (2005);
- Тернопільська обласна премія в галузі культури імені Петра Медведика (краєзнавство, 2010);
- Відзнака Тернопільської ОДА «Честь і Слава Тернопільщини» ІІІ ступеня (2012);
- Всеукраїнська літературно-мистецька премія імені Братів Богдана та Левка Лепких (2014)[2];
- Орден «За заслуги» III ступеня (2016)[3].

## Життєпис

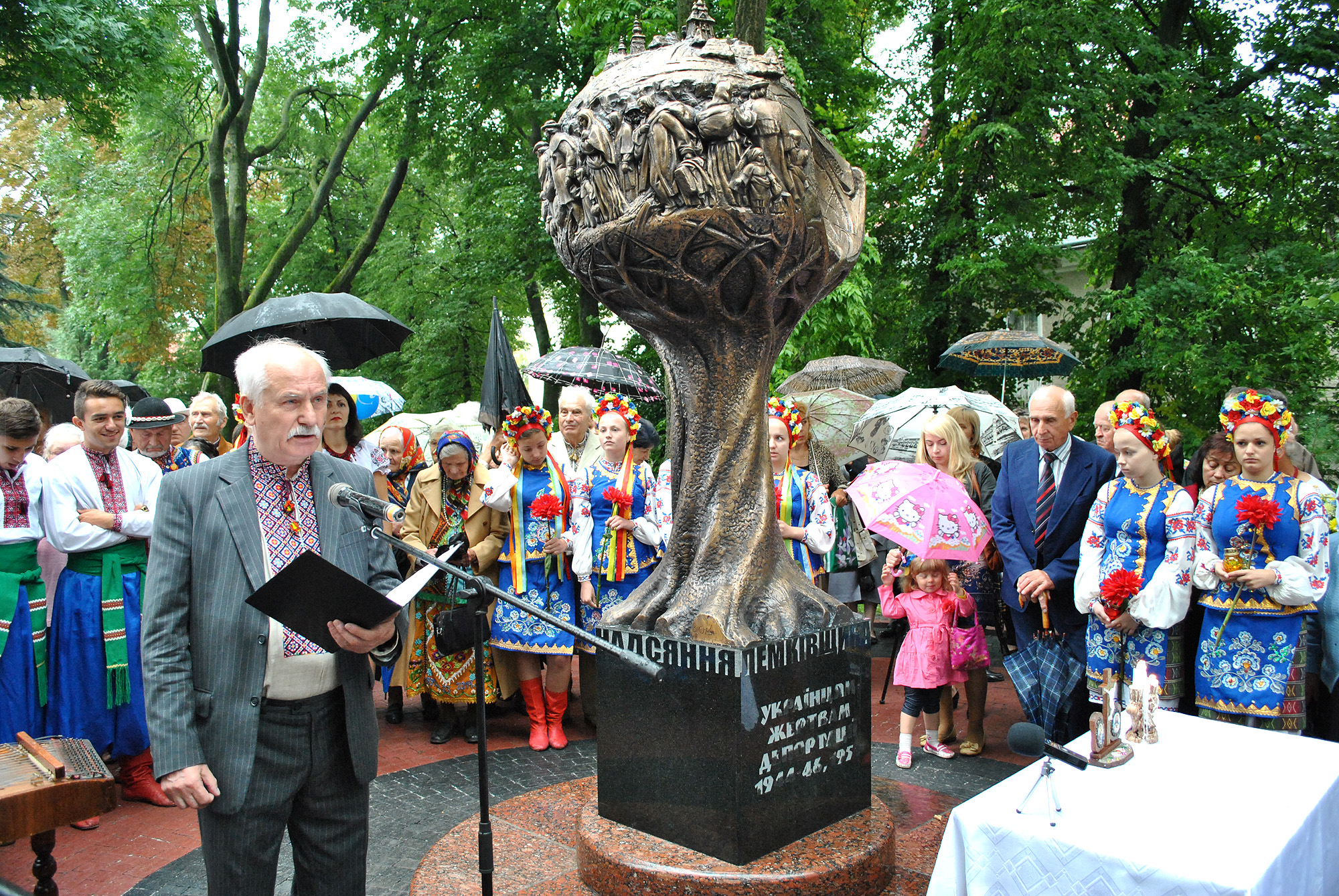
На відкритті пам'ятника українцям-жертвам депортації 1944—1946, 1951 років (м. Тернопіль)

Закінчив Львівський технікум легкої промисловості (1961), Інститут живопису, скульптури та архітектури АМ СРСР (мистецтвознавство, 1973 р.; м. Ленінград, нині Санкт-Петербург, РФ).
У 1966—1991 — на педагогічній роботі у Тернополі: в ПТУ № 8, Республіканській школі декораторів-рекламознавців, кооперативному технікумі, педагогічному інституті (нині ТНПУ), обласному інституті підвищеної кваліфікації вчителів. У 2005—2014 — доцент ТНПУ ім. В. Гнатюка (за сумісництвом).
Організатор і директор (1991—2021), художник-реставратор (2021—2024) Тернопільського обласного художнього музею.
Співзасновник художньо-меморіального музею Л. Левицького в селі Бурдяківці Борщівського району (1996), музею «Лемківщина» в Тернополі (2000).
У 1994—1999 — заступник, 1999—2021 — редактор газети «Дзвони Лемківщини».
Заступник голови (від 1994), голова (1998—2000) обласного товариства «Лемківщина». З 1997 — діяльний у Світовій Федерації українських лемківських об'єднань: член Контрольної комісії, член Президії, відповідальний секретар, голова Контрольної комісії (з 2012). Член колегії Всеукраїнського товариства «Лемківщина» (2001—2021).
Організатор першого в Україні фестивалю лемківської культури «Ватра» (село Гутисько Бережанського району Тернопільської області, 5-6 червня 1999).
Член правління обласних організацій НСХУ (1996—2001), НСКрУ (з 2008).

## Творчість

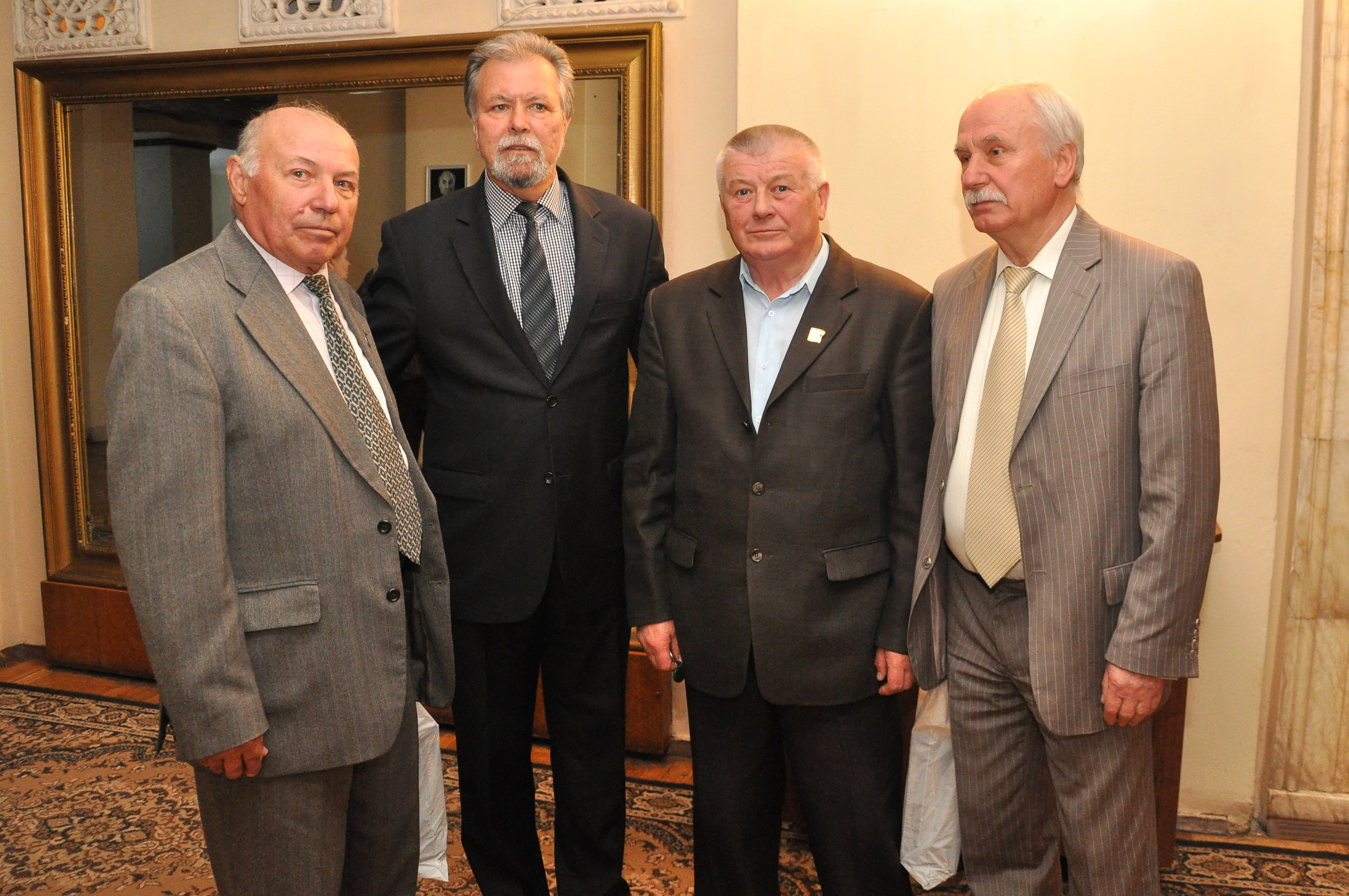
Михайло Ониськів, Григорій Шергей, Євген Безкоровайний та Ігор Дуда після презентації книги «Тернопільщина. Історія міст і сіл» (15.05.2015)

Працює в галузі прикладної графіки, художнього оформлення, рисунка, реставрації живопису і скульптури. Автор серії музейних плакатів, емблем, гербів, оформлення власних книжок. Співавтор герба Тернополя (1992).

### Автор мистецьких каталогів
- «Перша Всеукраїнська виставка художників-монументалістів» (Тернопіль: Діалог, 1994. — 52 с.)
- «Дмитро Шайнога. Малярство» (Тернопіль: Збруч, 1994. — 32 с.; 2-ге вид.: альбом-каталог — 2005. — 28 с.)
- «Діонізій Шолдра. Малярство», (Тернопіль: Лілея, 1995. — 28 с.)
- «Мистці Тернополя» (Тернопіль: Лілея, 1995. — 32 с.)
- «Андрій Ткаченко. Малярство» (Тернопіль: Лілея, 1996. — 32 с.)
- «Антін Малюца. Графіка, малярство 1925—1943 рр.» (Тернопіль: Гал-Друк, 1998. — 36 с.).
- Тернопільський обласний художній музей. Живопис. Скульптура. Ч. І. (Тернопіль: Астон, 2007. — 144 с.; співавтор О. Войтович та ін.)
- Тернопільський обласний художній музей. Графіка. Декоративно-прикладне мистецтво. Ч. ІІ. (Тернопіль: Астон, 2008. — 144 с.; співавтор О. Войтович та ін.)

### Автор краєзнавчих путівників
- Бучач. Путівник. — Львів : «Каменяр», 1985. — 64 с. — 8 000 прим. (укр.) (рос.)
- «Борщів». — Тернопіль: Облполіграфвидав, 1989. — 36 с.
- «Тернопіль. Що? Де? Як?». — Київ: Мистецтво, 1989. — 239 с. (співавтор Богдан Мельничук).
- «Тарас Шевченко на Тернопільщині». — Тернопіль, 3 вид.: 1990 (68 с.), 1998 (84 с.), 2007 (108 с.); (співавтор Богдан Мельничук).
- «Тернопільщина літературна. 325 імен на карті області». — Тернопіль: Облполіграфвидав, 1990. — 76 с.
- «Земля Тернопільська». — Тернопіль: Джура, 2003. — 369 с. (співавтор Богдан Мельничук).
- «Монастириська». — Тернопіль: Збруч, 2006. — 36 с.
- «Тернопіль: 1540-1944». Іст.-краєзн. хроніка. Ч. І. — Тернопіль: Навчальна книга — Богдан, 2010. — 296 с. + 32 кольор. іл.
- «Тернопіль: 1944-1994». Іст.-краєзн. хроніка. Ч. ІІ. — Тернопіль: Навчальна книга — Богдан, 2018. — 344 с. + 32 кольор. іл.

### Автор мовознавчих книг
- «Спомнеш моє слово. Лемківські приповідки». — Тернопіль: Астон, 2008. — 88 с., — 4 л. фото.; 2-ге видання (доповнене) — 2016. — 128 с.
- «Лемківський словник. 26 000 слів». — Тернопіль: Астон, 2011. — 376 с.
- «Лемківський гумор». Тернопіль: Астон, 2014. — 392 с. — 21 авт. рис.
- Українсько-лемківський розмовник. — Тернопіль: Астон, 2018. — 120 с.

### Серії статей
Автор більше 1200 статей, рецензій та нарисів з історії, культури і мистецтва в періодичних виданнях України та Польщі, серед яких:
- «Буковинська Переберія»  //Наше Слово. - Варшава, 1982, №52—1983, №1-4. -С.5.
- «Літературно-мистецька енциклопедія Тернопільщини»  //Ровесник. -Тернопіль, 1984—1986.
- «Дорогами рідного краю»  //Ровесник. -Тернопіль, 1988—1990.
- «Тернопільщина мистецька» //Свобода. -Тернопіль, 1992—1993.
- «Вулиці змінюють імена»  //Тернопіль вечірній, 1992,
- "Література, мистецтво, наука: Путівник по  Тернопільському району" //Подільське слово. -Тернопіль, 1992.
- «Художники Тернопільщини»  //Тернопіль, №2-3,  спецвипуск, 1994.
- «Тернопіль. 1540–1991: Іст.-краєзн. хроніка»  //Тернопіль вечірній,  1999—2002.
- «Тернопільський енциклопедичний словник» (Т. І-IV: 2003 — 194 ст., 2005 — 216 ст., 2007 — 102 ст., 2009 — 48 ст.; всього — 560 ст.).

### Інші видання
- Ігор Дуда. Біобіліографічний довідник. — Тернопіль: Навчальна книга — Богдан, 2015. — 132 с.
- Серце Ісуса: Історія однієї реставрації. — Тернопіль: Астон, 2024. —32 с., іл.